# Los Incas Modernos
Los Incas Modernos fue una banda peruana de rock and roll y surf rock, conocidos por ser la primera agrupación en publicar un LP de rock, con integrantes que no pasaban los 20 años.
Iniciaron en 1961, bajo el nombre The Jay Hawks, aunque la agrupación solo hacía twist.
En 1963 decidieron grabar su único LP, el cual obligadamente por el sello Discos Sol se llamaría homónimamente, Los Incas Modernos; la canción "Carnavalito" ya contaba con lo que podría ser llamado rock fusión, ya que se combinan instrumentos eléctricos con algunos instrumentos andinos, y también "Terremoto", la cual sería una inspiración para los Saicos y considerada como la primera canción de surf rock del Perú.

## Discografía
- Los Incas Modernos (1964)

## Integrantes
- Manuel García: Guitarra eléctrica.
- Luis Bermúdez: Guitarra eléctrica.
- Héctor Wu: Bajo.
- Hugo Díaz: Batería.